# Xysticus acerbus
Xysticus acerbus är en spindelart som beskrevs av Tord Tamerlan Teodor Thorell 1872. Xysticus acerbus ingår i släktet Xysticus och familjen krabbspindlar. Utöver nominatformen finns också underarten X. a. obscurior.